# Sil'vestr Feodosievič Ščedrin
Sil'vestr Feodosievič Ščedrin (in russo Сильвестр Феодосиевич Щедрин?; San Pietroburgo, 13 febbraio 1791 – Sorrento, 8 novembre 1830) è stato un pittore russo.

## Vita
Il padre, Feodosij, era un noto scultore e rettore dell'Accademia russa di belle arti, lo zio, Simeone, un valente paesaggista. Il giovane Sil'vestr studiò presso l'Accademia dal 1800 al 1811 e terminò la carriera scolastica guadagnando una medaglia d'oro con un quadro intitolato Panorama dall'isola Petrovski. Ciò gli valse una borsa di studio triennale per l'Italia con l'incarico di realizzare due vedute di Napoli per la Casa imperiale. Il suo viaggio venne, però, impedito dalle guerre napoleoniche che allora imperversavano e poté partire solo nel 1818.

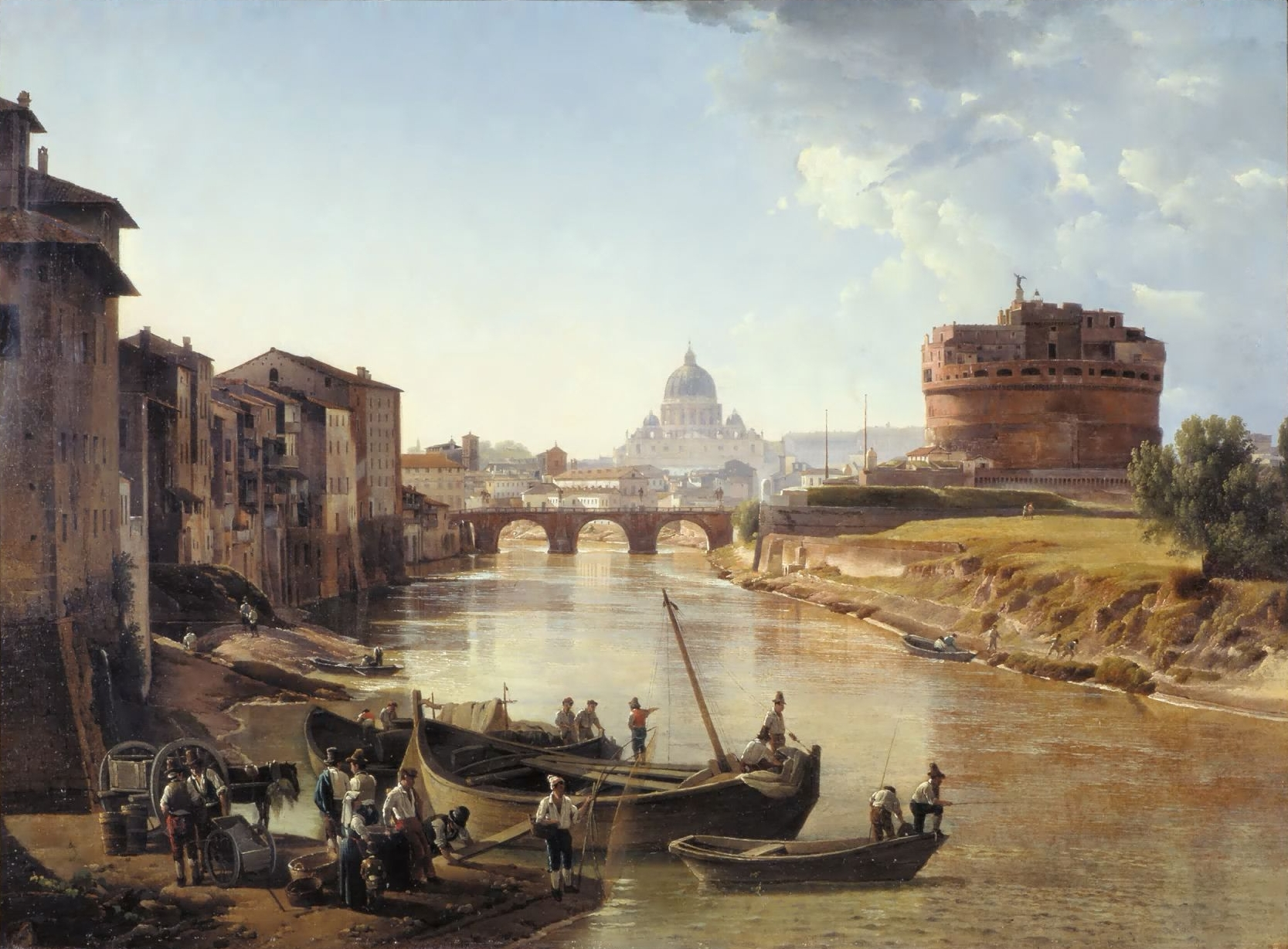
Nuova Roma. Castel Sant'Angelo, 1823

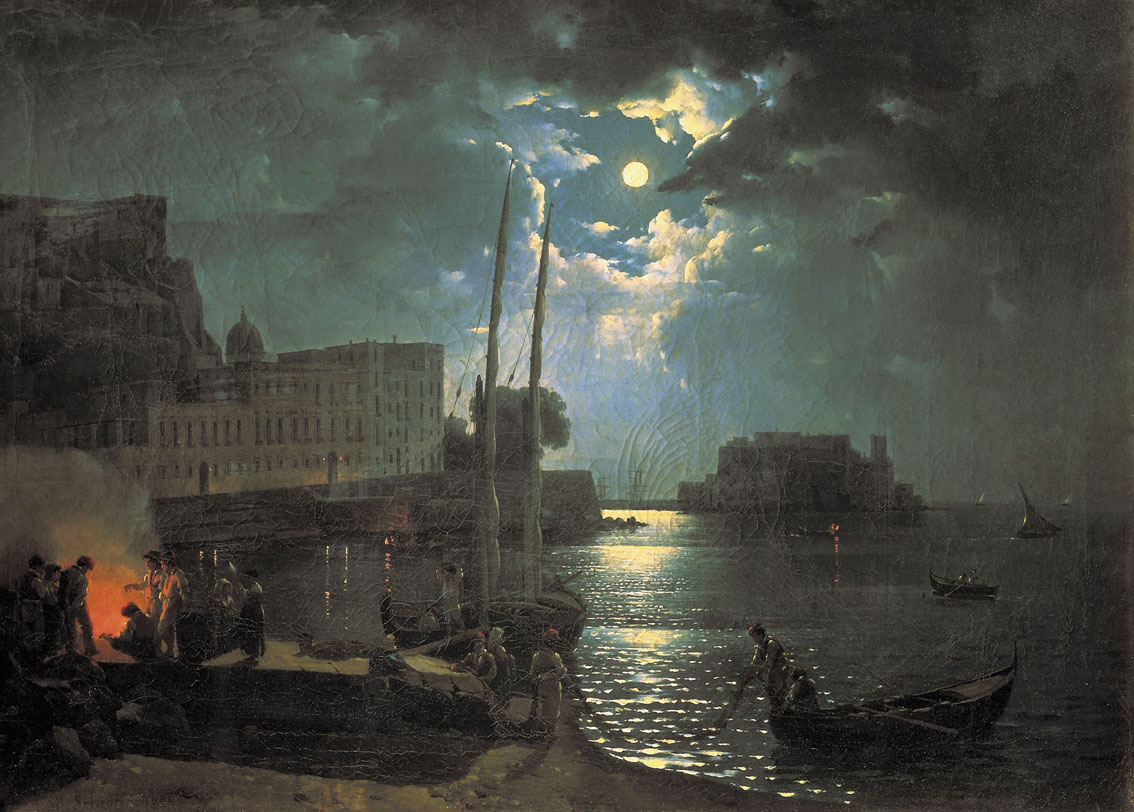
Notte lunare a Napoli, 1828

Giunto in Italia, soggiornò dapprima a Roma, dove dipinse paesaggi romani e laziali (Il Colosseo, Panorama di Tivoli, Cascata a Tivoli e altri). La prima esperienza romana ebbe un influsso fondamentale sulla sua pittura e quando si trasferì a Napoli, a contatto con gli artisti della cosiddetta Scuola di Posillipo (van Pitloo, Gigante, Palizzi), rivelò in pieno il suo talento. La sua ascesa ebbe definitivamente inizio dal 1822: le sue opere erano ormai richiestissime e sempre più apprezzate.
Ritornato nel Lazio, attratto da quella campagna romana che costituiva il soggetto preferito di un gran numero di pittori dell'epoca, fu a Tivoli, Subiaco, Frascati e Albano. I quadri più noti di quest'epoca sono appunto quelli che in cui vengono ritratti paesaggi di Roma e dintorni. Poi, dal 1825 al 1830, vive tra Napoli e Sorrento: sono questi i cinque anni che vengono ritenuti i più fecondi della vita artistica di Ščedrin. Nei dipinti compaiono soprattutto paesaggi marini, nei quali tuttavia si muovono figure di personaggi che rendono vive la scene. Fino a raggiungere un senso di drammatico lirismo come nel quadro Notte di luna a Napoli.
Ščedrin non poté più far ritorno in patria poiché morì l'8 novembre del 1830 a Sorrento. Le sue opere sono conservate in musei e gallerie sia in Italia (a Napoli e Sorrento) che in Russia (Mosca e San Pietroburgo).